# Björkeån
Björkeån, vattendrag i mellersta Gästrikland, Gävle kommun, Sverige. Längd: 6 kilometer, inklusive källflöden cirka 30 kilometer. Den egentliga Björkeån rinner mellan Mårdängsjön (11 m ö.h.) och Hilleviksfjärden och passerar under sitt lopp tätorten Björke. Men källflödet Oppalaån kommer från Skarvsjön (45 meter över havet) väster om Europaväg 4, och ett av Skarvsjöns källflöden kommer ända från sydöstra hörnet av Ockelbo kommun.